# Kutz
Kutz ist ein Familienname.

## Herkunft
Laut Hans Bahlow kommt der Name Kutz von slawischen Ortsnamen wie beispielsweise Kuhz/Prenzlau. Im Großen Buch der Familiennamen wird Kutz zunächst als Kurzform zum slawischen Rufnamen Konrad gedeutet. Auch wird hier eine Ableitung vom polnischen Kuc = „Rasen“ oder „Erdscholle“ sowie eine Ableitung vom Übernamen zum mittelhochdeutschen küz(e) = „Kauz“ oder zum mundartlichen Kutze = „grobes Oberkleid“ genannt. Josef Karlmann Brechenmacher bestätigt die unterschiedliche Abkunft des Namens. 1332 schreibt ein Wetzlarer Bürger: „Ego Conradus dictus Kutz de Langengunse“.
Der Nachname Kutz findet sich auch gehäuft in jüdischen Familien wieder. In diesem Falle ist es eine Abwandlung des sehr häufig vorkommenden Namens Katz, der im Hebräischen כץ (kz) geschrieben wird und deshalb beide Varianten (inklusive der Schreibweise Kuz) zulässt.

## Namensträger
- Artur Kutz (1925–2008), deutscher Kaufmann und Museumsgründer
- Charles Willauer Kutz (1870–1951), US-amerikanischer Politiker und Offizier
- Fritz Kutz (* 1933), deutscher Fußballspieler
- Georg Kutz, deutscher Tischtennisspieler
- Helga Kutz-Bauer (* 1939), deutsche Soziologin, Sozialhistorikerin, Politikerin und Autorin
- Karin Kutz (* 1961), deutsche Judoka
- Karina Kutz (1910–1985), deutsche Sopranistin
- Kazimierz Kutz (1929–2018), polnischer Schauspieler, Filmregisseur, Autor und Politiker
- Linus Kutz (* 2005), deutscher Handballspieler
- Michael Kutz, jüdischer Partisan und Widerstandskämpfer gegen den Nationalsozialismus
- Otto Przywara-Kutz (1914–2000), deutscher Schwimmer
- Walter Kutz (1904–1983), deutscher Maler, Ausstatter und Filmarchitekt
- Willi Kutz (1904–1945), Widerstandskämpfer gegen den Nationalsozialismus und Politiker der KPD
- Wladimir Kutz (* 1947), Übersetzer und Konferenzdolmetscher